# Горіх (кулінарія)

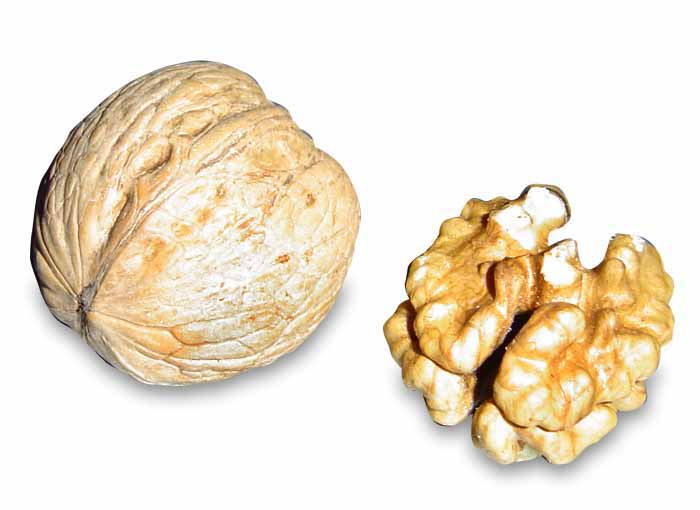
Волоський горіх

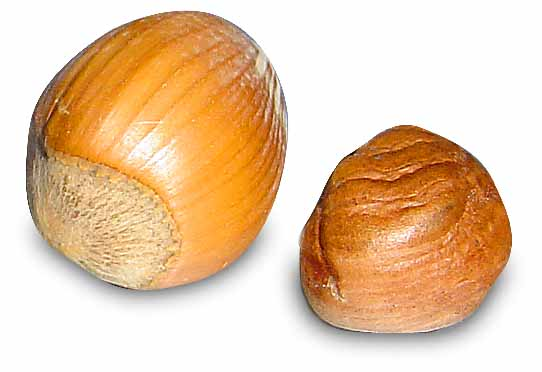
Лісовий горіх

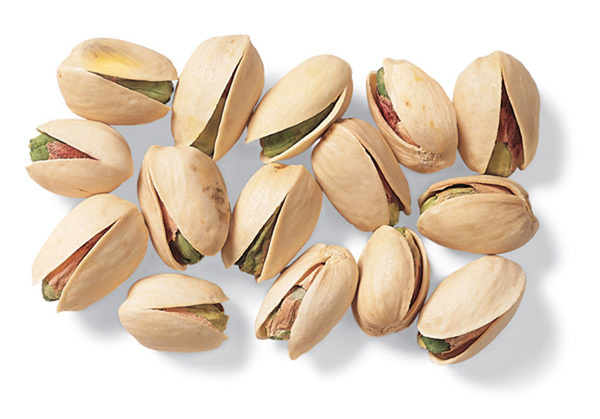
Фісташка

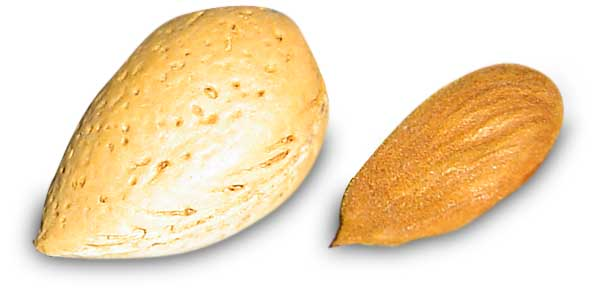
Мигдаль

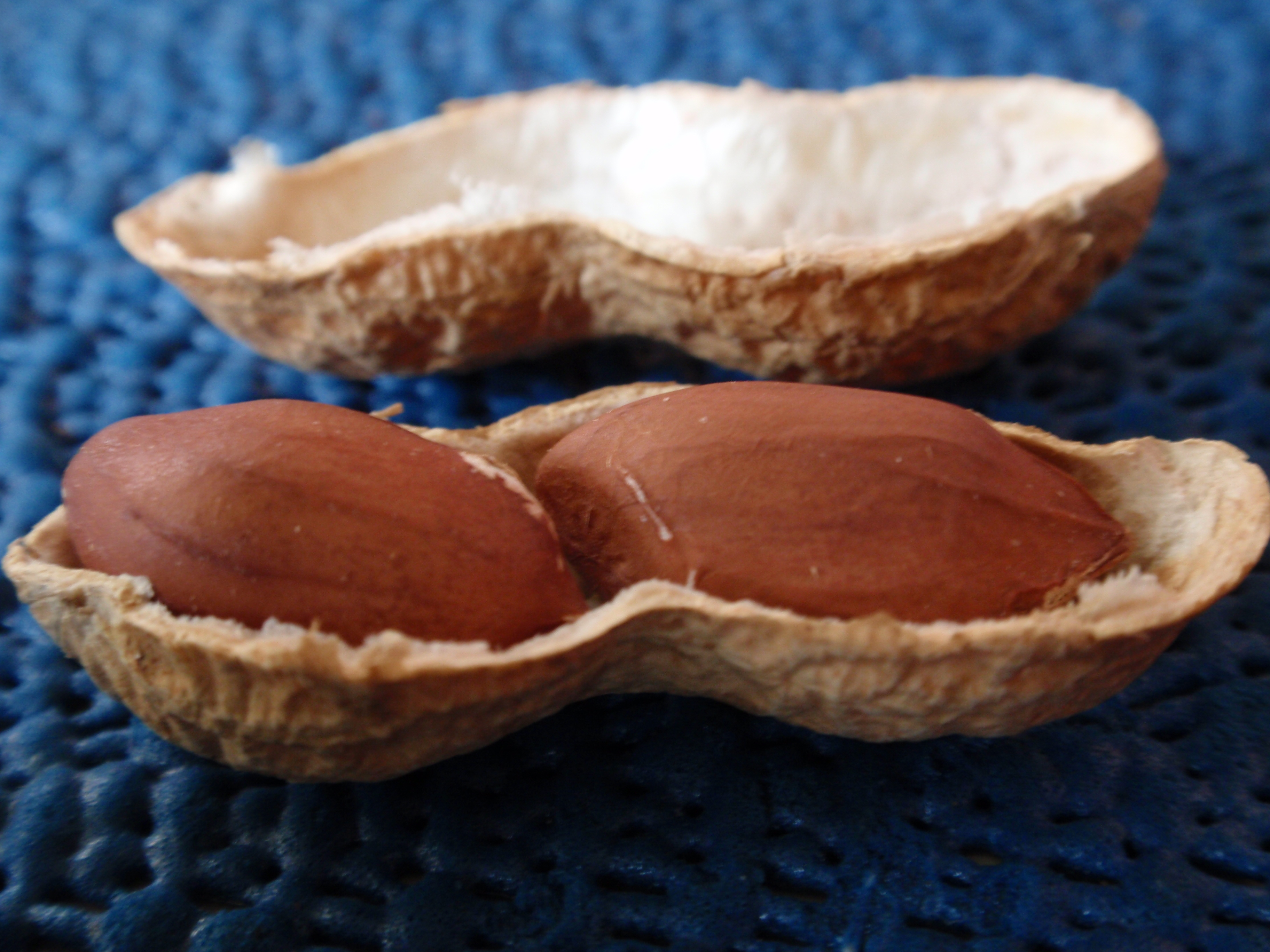
Арахіс

Горіхи — у кулінарії так називають будь-які їстівні плоди, що складаються з шкаралупи (твердої або м'якої) і їстівного ядра. У приготуванні різноманітних страв дуже широко використовують горіхи для надання їм певного смаку, текстури та зовнішнього вигляду. Характерною рисою всіх горіхів є високий вміст жиру та білків. Горіхи можуть використовуватися цілими, роздробленими на невеликі шматочки або нарізаними, сирими або обсмаженими.

## Характеристика горіхів
- Волоські горіхи — плоди дерева волоського горіха, широко застосовуються у харчовій промисловості, відзначаються винятковими смаковими властивостями: 1 кг волоських горіхів дає більше 8500 калорій і за калорійністю зерна волоських горіхів у два[1] рази перевищують пшеничний хліб вищого ґатунку. Плоди горіха волоського використовують у багатьох галузях промисловості: в кондитерській (начинки, цукерки, торти, печиво, марципан), у консервному, плодово-овочевому, олійному виробництві.
- Лісові горіхи — плоди ліщини звичайної, мають високу калорійність завдяки високому вмісту жирів і білків і є цінним продуктом харчування — їх їдять свіжими і підсушеними. Ядро горіха використовують для виробництва різноманітних харчових продуктів: борошна, специфічних ласощів, зокрема, уварюючи з медом або виноградом. Ядра йдуть на виготовлення рослинних вершків, молока, цукерок, тортів, варення, макуха переробляється на шоколад, халву. Фундук — це окультурена форма ліщини, найкращий сорт ліщини[2].
- Мигдаль використовують для оздоблення готових кулінарних виробів та як основну сировину для виробництва мигдалевих тортів та тістечок та марципану. Мигдаль буває двох видів: гіркий, що має сильний аромат, і солодкий — менш ароматний.[3] Завдяки вмісту синильної кислоти і гіркому смаку кількість гіркого мигдалю у кулінарних виробах рекомендується використовувати не більше 4 % загальної маси.[3] Ядра мигдалю використовують, не звільняючи від оболонки. Якщо виникає необхідність її видалити, то мигдаль занурюють на кілька хвилин у окріп.[3]
- Арахіс — плоди арахісу культурного, смачне та поживне насіння, їдять підсмаженим, використовують для приготування арахісової пасти, халви, шоколаду, тортів та інших кондитерських виробів. Арахісова паста за харчовими якостями перевершує багато рослинних олій. Воно застосовується для приготування різної їжі, в консервній промисловості ним замінюють оливкову олію.
- Кеш'ю — плоди дерева кеш'ю, мають приємний солодкуватий смак, схожий на мигдаль. Ядра горіхів кеш'ю використовують у кулінарії після обсмажування, в процесі якого знищуються залишки смолянистих речовин.
- Фісташки — плоди фісташкового дерева, мають приємний горіховий смак, вони ароматні та використовуються в їжу як ласощі у свіжому, засоленому і підсмаженому вигляді, а також для кондитерських виробів.
- Горіхи макадамії — плоди дерева макадамія, вважаються одними з найдорожчих горіхів у світі[4]. За смаком макадамія нагадує лісовий горіх. Великі ядра зазвичай підсмажують і покривають карамеллю або шоколадом, а маленькі та подрібнені додають в салати і страви з морепродуктів або тиснуть з них олію. Цінителі супроводжують трапези з участю макадамії хересом і кавою. Вважається, що ці напої відтіняють смак горіха.